# Неймовірні пригоди італійців у Росії
«Неймовірні пригоди італійців у Росії» (рос. «Невероятные приключения итальянцев в России», італ. «Una matta, matta, matta corsa in Russia» — «Одна шалена, шалена, шалена гонитва по Росії») — спільний радянсько-італійський комедійно-пригодницький кінофільм у жанрі буфонади, знятий в 1973 році режисерами Ельдаром Рязановим та Франко Проспері.
Група італійців дізнаються, що в радянському Ленінграді сховано скарб. Їхній гід Андрій допомагає у пошуках, але кожен з іноземців бажає отримати скарб виключно для себе й усунути конкурентів.

## Сюжет
В одній із лікарень Рима на 93-му році життя померла російська емігрантка. Перед смертю вона встигла повідати своїй внучці Ользі, що увесь її величезний статок у 9 мільярдів італійських лір заховано в Ленінграді «під левом», але не уточнює, який лев мається на увазі.
Окрім Ольги таємницю чули санітари Антоніо й Джузеппе, лікар, ще один пацієнт зі зламаною ногою і мафіозо Розаріо Аґро, що відвідував вагітну дружину. У літаку, що летить до Москви, усі вони, несподівано одне для одного, зустрічається. Під час польоту мафіозо непомітно викрадає у лікаря паспорт і викидає його в унітаз, щоб він не міг вийти з літака. Проте, викинутий паспорт прилипнув зовні до скла ілюмінатора. Намагаючись збити паспорт, Розаріо розбиває ілюмінатор, куди його через кілька секунд і засмоктує. Літак здійснює екстрену посадку на Мінську автостраду.
Після приземлення, лікаря так і не випускають із літака через відсутність паспорта, і він упродовж усього фільму вимушений літати від Москви до Риму й назад. Інших же зустрічає з квітами якийсь радянський громадянин на ймення Андрій. З'ясовується, що один із санітарів — Антоніо — виявився мільйонним італійським туристом, який відвідав СРСР, і Андрій буде його персональним гідом.
Щоб дістатися до Ленінграда, Ольга йде на прокатний пункт автомобілів. Начальник пункту саме пішов пообідати і зачинив за собою ворота. Незважаючи на протестні дії охоронця, Ольга все ж заводить одне з наявних там авто, з'їжджає на ньому з високої бетонованої платформи і прямує на Ленінградське шосе. Італійці та Андрій їдуть до Ленінграду поїздом, на якому їде й мафіозо. Вірний своєму плану позбутися від конкурентів, мафіозо, опинившись у іншому вагоні, розчіплює поїзд. Італійці та Андрій добираються до шосе, намагаються зупинити машину Ольги, але вона проїхала повз них далі. Вони зупиняють «ЗІЛ-130», з якого потім перелазять на автовоз. Прямо з нього вони викрадають автомобіль «Москвич-412» і починають гонитву за Ольгою, оскільки вона — єдина, хто знає прикмету, за якою слід шукати потрібного лева.
Проте незабаром бензин у їх машині закінчується, коли вони під'їжджають до залізничного переїзду. Італійці та Андрій доштовхують автомобіль до бензоколонки, розташованої з іншого боку від переїзду. Мафіозо, що проїжджає в цей час мимо на потязі, помічає їх і запускає «спецсигару», від якої бензоколонка загорається і зрештою вибухає разом із автомобілем. Усі, хто там були, встигають заховатися в найближчій канаві.
Коли прибула пожежна бригада, італійці й Андрій викрадають пожежну машину «ГАЗ-51» і наздоганяють Ольгу. Висунувши драбину, вони перелазять у ВАЗ-2103, і доїжджають до Ленінграда. Сам же ГАЗ-51 з висунутою драбиною, ставши некерованим, наїжджає на будівлю, витягнувши драбиною назовні ванну з жінкою. Після прибуття в Ленінград на вокзалі мафіозо зустрічає кульгавого і погрожує йому розправою у разі наступної зустрічі.
Після приїзду до Ленінграда Андрій, Антоніо, Джузеппе та Ольга починають пошуки скульптури лева, під якою повинні бути скарби. Знайшовши схожого лева біля Співацької капели (біля Палацової площі), вони, під виглядом робітників, що нібито усувають витік газу, риють землю і несподівано помічають мафіозо, який знаходиться в телефонній будці. Антоніо піднімає будку підйомним краном і опускає в річку Мойку. Занурюючись у воду разом із будкою, мафіозо кричить фразу, що стала згодом знаменитою: «Розаріо Аґро ще нікому не вдавалося знищити! Мафія безсмертна!!!»
Скарби біля театру не знайдені, тому пошуки тривають. Зневірившись, Ольга розкриває таємницю: «За сто кроків від лева має бути фонтан». У свою чергу, мафіозо не загинув і також продовжує пошуки скарбу. У процесі пошуку скарбу по усьому Ленінграду починаються хаотичні знищення кам'яних левів.
Джузеппе припускає, що «лев» — це російський письменник Лев Толстой, і скарб захований під пам'ятником цьому письменникові на Невському проспекті; проте Андрій спростовує цю гіпотезу, повідомивши, що цей пам'ятник споруджено до 50-ї річниці смерті письменника, тобто у 1960 році (через десятиліття після еміграції бабусі Ольги).
Проте, згодом виявляється, що скарб захований у зоопарку, у схованці під кліткою з живим левом. Про це здогадуються італійці вдома у Андрія, а в цей час мати Андрія розповідає Ользі, що Андрій нещодавно став капітаном міліції. І, завдяки Ользі, італійці дізнаються, що Андрій — зовсім не гід, а приставлений стежити за ними.
Андрій прибув туди, тільки-но скарб знайшли, але в цей час у підземну кімнату зі скарбом, викопавши лапою діру в дні клітки, провалився лев. Ольга, друзі і Розаріо, узявши скарб, намагаються втекти від лева, який, як виявилось, цілеспрямовано переслідував того, у кого знаходилися скарби, про що вони самі не знали. Дорогою скарб намагався вкрасти кульгавий, але лев побіг за ним, і кульгавий викинув скарб назад.
Втікаючи від лева, друзі добігають до Сфінксів на Університетській набережній Неви. Андрій відволікає лева, а Ольга і італійці викрадають човен і відпливають на ньому. Але лев сплигує з Мосту Лейтенанта Шмідта точно в їх човен, через що усі пасажири негайно вистрибують за борт. Андрій на рятувальному катері підбирає потопаючих, потім намагається за допомогою гака перетягнути скриньку зі скарбом із човна, на якому залишився лев. Але лев штовхає скриньку у момент перенесення так, що вона падає у воду. Андрій пірнає в Неву за скарбом і з дна річки по рації в наручному годиннику викликає міліцію.
Андрій витягує скарб із річки, проте, вийшовши з води, опиняється віч-на-віч із шукачами скарбів. В останню мить приїжджає міліція, і Ольга з італійцями зі страхом втікають, та Андрій, наздоганяючи їх із міліціонерами, пояснює їм, що, як особам, що знайшли скарб, їм належить 25 відсотків від вартості скарбів.
У момент прощання в аеропорту італійці один за іншим повідомляють Андрія, нещодавно підвищеного до звання майора, що тепер у нього в Італії є три друга. А Ольга, яка за час пошуків встигла закохатися в Андрія, в останню мить вистрибує з літака на трап, що ще не встиг від'їхати від борту, прямо в обійми коханого і залишається в СРСР.

## У ролях
- Андрій Миронов — Андрій Васильєв, капітан (пізніше майор) міліції і співробітник карного розшуку
- Нінетто Даволі — Джузеппе, санітар в італійській лікарні, приятель, колега і шуряк Антоніо (дублює Михайло Кононов)
- Антонія Сантіллі — Ольга, внучка російської балерини (дублює Наталія Гурзо)
- Аліг'єро Носкезе — Антоніо Ломаццо, санітар в італійській лікарні, приятель, колега і чоловік сестри Джузеппе (дублює Олександр Бєлявський)
- Тано Чимароза — Розаріо Агро, мафіозо (дублює Михайло Глузський)
- Луїджі Балліста — лікар, якого не випустили з літака через відсутність паспорта (дублює Яків Бєлєнький)
- Євген Євстигнєєв — кульгавий італієць на милицях
- Ольга Аросєва — мати Андрія Васильєва

### В епізодах
- Франка Ск'ютто — дружина Розаріо
- Бруно Боскетті — лікар в італійській клініці
- Лариса Віккел — стюардеса
- Олександр Лук'янов
- Борис Рунге — працівник прокату автомобілів
- Валеріан Виноградов — диспетчер аеропорту
- Елла Некрасова — модельєр
- Юрій Шепелєв — адміністратор театру
- Антоніна Максимова — жінка, що лежить на лавочці
- А. Портяной
- Вадим Грачов — митник
- Сергій Юртайкін — водій автовоза
- Зоя Ісаєва — лікар із бригади швидкої медичної допомоги, що приїхала до літака розморожувати мафіозі
- Олег Бєлов
- Юрій Михайлов
- Олександр Степанов
- Ельдар Рязанов — лікар, що розморожував мафіозі

### Не вказані в титрах
- Лев Кінг
- Муслім Магомаєв — вокал
- Римма Маркова — Маріза Ломаццо, дружина Антоніо

## Знімальна група
- Автори сценарію:
  - Еміль Брагінський
  - Ельдар Рязанов
  - Франко Кастеллано і Джузеппе Піполо
- Режисери-постановники:
  - Ельдар Рязанов
  - Франко Проспері
- Оператори:
  - Габор Погань
  - Михайло Біц
- Головний художник:
  - Михайло Богданов
- Художники по костюмах: Е. Фіорентіні, Л. Кусакова
- Композитор: Карло Рустікеллі
- Продюсер: Діно Де Лаурентіс
- Виконавчий продюсер: Луїджі Де Лаурентіс

## Зйомки
- Спочатку продюсер Діно де Лаурентіс, прочитавши сценарій Брагінського і Рязанова, назвав його мурою і сказав, що італійський глядач на таку нісенітницю не піде, але йому сподобалася версія з живим левом. Діно де Лаурентіс наказав Брагінському і Рязанову переписати сценарій і включити туди сцени з живим левом із першого сценарію. Ельдар Рязанов трохи не впав у депресивний стан у готелі Риму, проте, включивши телевізор, побачив фільм «Цей шалений, шалений, шалений, шалений світ» і швидко з азартом написав сценарій і придумав історію з посадкою літака на жваве шосе. Ось цей сценарій Діно де Лаурентис прийняв і навіть сказав співавторам «спасибі».
- Під час зйомки в Римі проїзду «швидкої допомоги» тротуаром між столиками кафе один з акторів масовки настільки перелякався, що впав від шоку[1].
- Сцена з посадкою Ту-134 знімалася на Ульяновському аеродромі, усі польоти здійснювали льотчики Ульянівського вищого авіаційного училища цивільної авіації, злітно-посадкову смугу «загримували» під шосе. Заступник начальника школи Іван Антонович Таращан запропонував: «Візьміть лист із Міністерства цивільної авіації, в якому мені дозволять літати з порушенням інструкції, і я виконаю трюк». Проте в Міністерстві цивільної авіації відповіли категоричною відмовою. Тоді Таращан зажадав: «Машини — тільки легкові, за кермом — тільки льотчики: в цій надзвичайній ситуації їм легше буде орієнтуватися миттєво і безпомилково». У цілому літак саджали 6 разів і кожного разу бездоганно[2].
- Кадри, де Ту-134 їде по шосе, а під ним їздять автомобілі, знімали на резервній смузі. У деяких кадрах сцени посадки літака видно незакамуфльоване устаткування радіолокації аеропорту[3].
- Більшість трюків в автомобільній гонитві виконав італійський каскадер, автогонщик Серджіо Міоні. Епізод, коли «Москвич» та «Жигулі» потрапляють під струмінь води і бруду, стають «сліпими» і метушаться, переслідуючи один одного, виконали радянські гонщики. Вони ж здійснили усю водійську частину номера з пожежною машиною[4]. Для зйомок фільму було закуплено 5 «Жигулів» і 5 «Москвичів», проте в деяких сценах їх «дублювали» італійські автомобілі — так, «Жигулі» Ольги в деяких епізодах перетворювалися на Fiat 124, а «Москвич» італійців — на Fiat 1100. Майже усі зйомки з салону були проведені саме в «ФІАТах».
- Для зйомок вибуху бензоколонки художник Михайло Богданов спорудив бензоколонку, яка нічим не відрізнялася від справжньої. В результаті багато автомобілів під'їжджали заправитися[5].
- У трюку з розведеним мостом — єдина у фільмі сцена за участю дублерів (Нінетто Даволі (Джузеппе) стрибав сам, без дублера), в епізоді, де під мостом пропливає пароплав (знімали пароплав «Тарас Шевченко», у якого наростили на 2,5 метри рубку), брали участь студенти циркового училища. Щоб створити у глядача враження, що трюк виконаний артистами, потрібні були їх великі плани. Умовили Андрія Миронова, і він повис над річкою на здибленому крилі моста, висота якого дорівнювала приблизно 15-поверховому будинку. Внизу плескалася Нева, під Андрієм Мироновим йшов теплохід. Андрій Олександрович щосили намагався підійнятися на міст по-справжньому. Зняли увесь епізод за один день[6].
- При зйомках лева Кінга його хазяїн, Лев Берберов, прочитавши сценарій, заявив: «Сценарій дуже поганий. Він не враховує і сотої долі можливостей мого Кінга. А Кінг може усе»!. Після чого в сценарій було доповнено нові епізоди і трюки. Проте в реальності з'ясувалося, що лев ледачий і відмовлявся робити багато трюків із першого разу. Також з'ясувалося, що актори панічно боялися лева. Першим на контакт із Кінгом пішов Андрій Миронов, захоплюючи інших своєю хоробрістю. Після цього Ельдар Рязанов дав собі слово більше ніколи не бути режисером-анімалістом[7].
- Сцена, у якій капітан Васильєв плавав під водою, пірнувши під воду за коштовностями, знімалася в Неаполі, і тому Андрій Миронов опускався на дно теплого Середземного моря, а не холодної Неви[8].
- Багатьох зі зруйнованих у фільмі (в процесі розкопок) кам'яних левів не існує там, де вони показані у фільмі, тобто ці леви приписані місцям, де левів немає — наприклад:
  - біля Співацької капели (перші);
  - біля Італійського містка[ru] через Канал Грибоєдова[ru] (зруйнував Розаріо Агро)